# Marianne Moore
Marianne Moore, född 1887, död 1972, var en amerikansk poet. 	
Hennes diktsamling Collected Poems tilldelades 1952 National Book Awards pris i poesi. 	
Nedslagskratern Moore på planeten Venus är uppkallad efter henne.